# نبردناو کلاس مجستیک
نبردناو کلاس مجستیک (به انگلیسی: Majestic-class battleship) یک کلاس از کشتی است که طول آن ۴۱۳ فوت (۱۲۶ متر) می‌باشد.